# Hetlands kommun
Hetlands kommun (norska: Hetland kommune) var en kommun i Rogaland fylke i sydvästra Norge.

## Administrativ historik
Hetlands kommun upprättades den 1 januari 1838 (som Hetland formannskapsdistrikt) när Formannskapslovene från 1837 trädde i kraft. Kommunen omfattade då ett område i den sydöstra delen av nuvarande Stavangers kommun, ett område i den norra delen av nuvarande Sandnes kommun samt hela nuvarande Randabergs kommun. Stadskommuen Stavanger utgjorde en enklav då den var helt omsluten av kommunen.
Mellan 1867 och 1953 genomfördes ett antal gränsregleringar med grannkommuner:
- 1 januari 1867: bebott område (200 invånare) till Stavangers kommun
- 1 januari 1879: bebott område (1 357 invånare) till Stavangers kommun
- 1 januari 1906: bebott område (399 invånare) till Stavangers kommun
- 1 januari 1912: bebott område (41 invånare) från Høylands kommun
- 1 juli 1923: bebott område (3 063 invånare) till Stavangers kommun
- 1 juli 1953: bebott område (831 invånare) till Stavangers kommun

Den 1 juli 1922 bröts Randabergs kommun ut ur kommunen som då minskade från 11 423 invånare före delningen till 10 167 invånare efter.
Den 1 januari 1965 upplöstes kommunen och delades. Huvuddelen (med 20 861 invånare) fördes, tillsammans med Madla kommun, till Stavangers kommun medan området på östra sidan av Gandsfjorden (Riska socken och Dale krets med 2 077 invånare) fördes, tillsammans med Høylands kommun och en del av Høle kommun, till Sandnes kommun. Kommunens hade vid delningen totalt 22 938 invånare.